# The Group with No Name
The Group With No Name fue un grupo de pop rock estadounidense, popular por haber firmado contrato con la discográfica Casablanca Records, propiedad de Neil Bogart. Una de las cantantes del grupo fue la futura actriz Katey Sagal, reconocida especialmente por su papel en la serie televisiva Married with Children. El grupo publicó un álbum de estudio titulado Moon Over Brooklyn, y algunos sencillos que no pudieron alcanzar éxito comercial.

## Discografía

### Estudio
- Moon Over Brooklyn

### Sencillos
- "Baby Love (How Could You Leave Me)" b/w "All I Need"
- "Roll On Brother" b/w "Never You Mind"

## Músicos
- Bajo - Bob Babbitt, Don Payne
- Congas - Carlos Martin, Jimmy Maelen
- Batería - Allan Schwartzberg
- Voz - Jimmy Lott, Katey Sagal, Carolyn Ray, Franie Esienberg,
- Piano - Allen Miles